# A Friend in Need (film, 1914)
Pour les articles homonymes, voir A Friend in Need.
Pour plus de détails, voir Fiche technique et Distribution.
A Friend in Need est un film muet américain réalisé par William Duncan, sorti en 1914.

## Fiche technique
- Titre : A Friend in Need
- Réalisation : William Duncan
- Scénario : William Duncan
- Photographie :
- Producteur : William Selig
- Société de production : Selig Polyscope Company
- Société de distribution : General Film Company
- Pays d'origine :  États-Unis
- Langue : film muet avec les intertitres en anglais américain
- Format : Noir et blanc — 35 mm — 1,33:1 — Muet
- Genre : Film dramatique, Thriller
- Durée : 10 minutes
- Dates de sortie : 
  - États-Unis : 22 janvier 1914

## Distribution
- William Duncan : Jimmy Donovan, le chauffeur
- Florence Dye : la première fille de Stanley
- Eleanor Blevins : La deuxième fille de Stanley
- Lester Cuneo : Stanley, le propriétaire du ranch
- Tom Mix : le contremaître du ranch
- Charles Wheelock : le Requin terrestre